# 牛肉

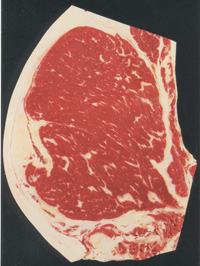
牛肉

牛肉（ぎゅうにく）は、食用に処理されたウシの肉である。ビーフ（英: Beef）ともいう。

## 概要

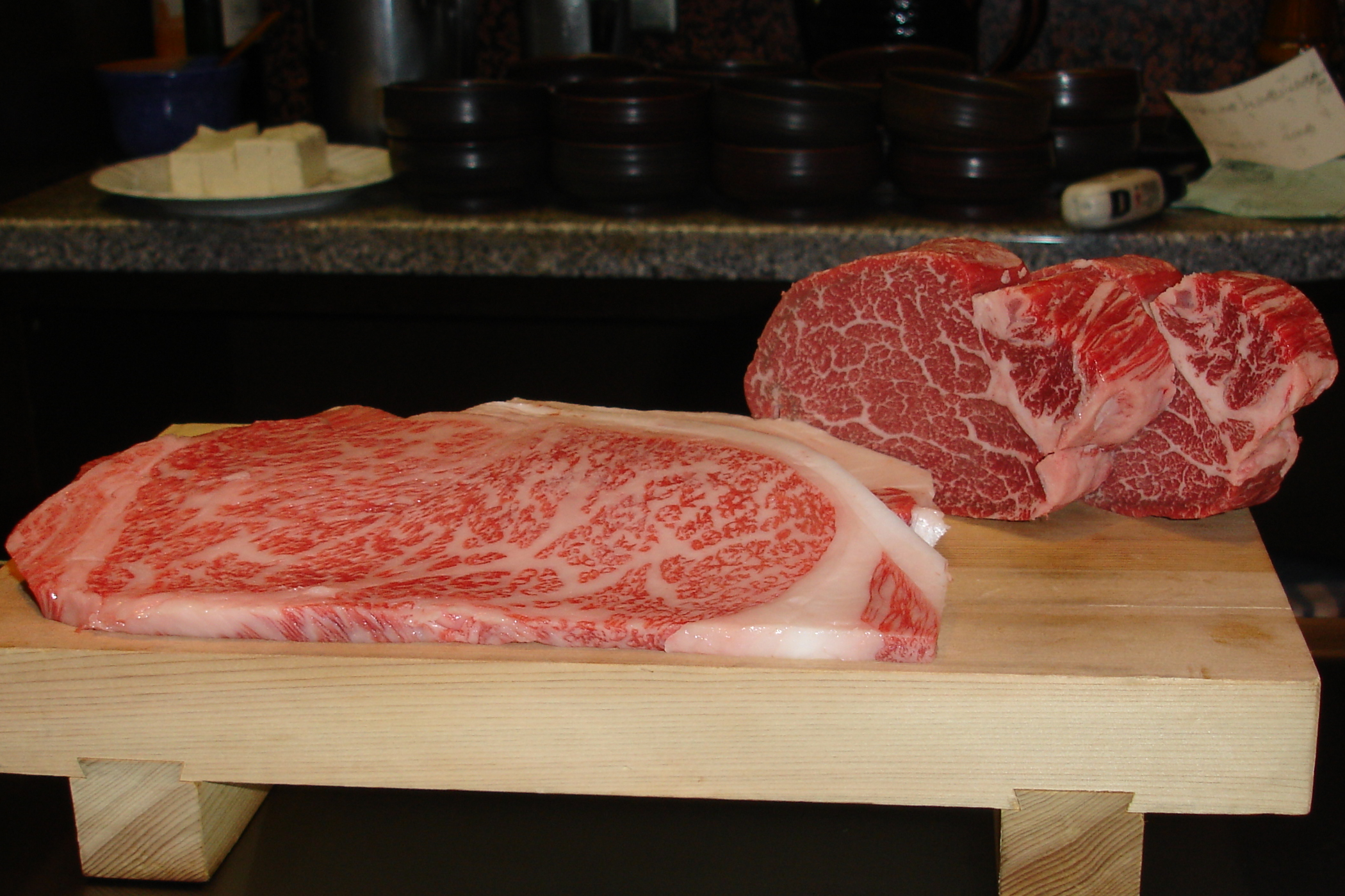
神戸ビーフ

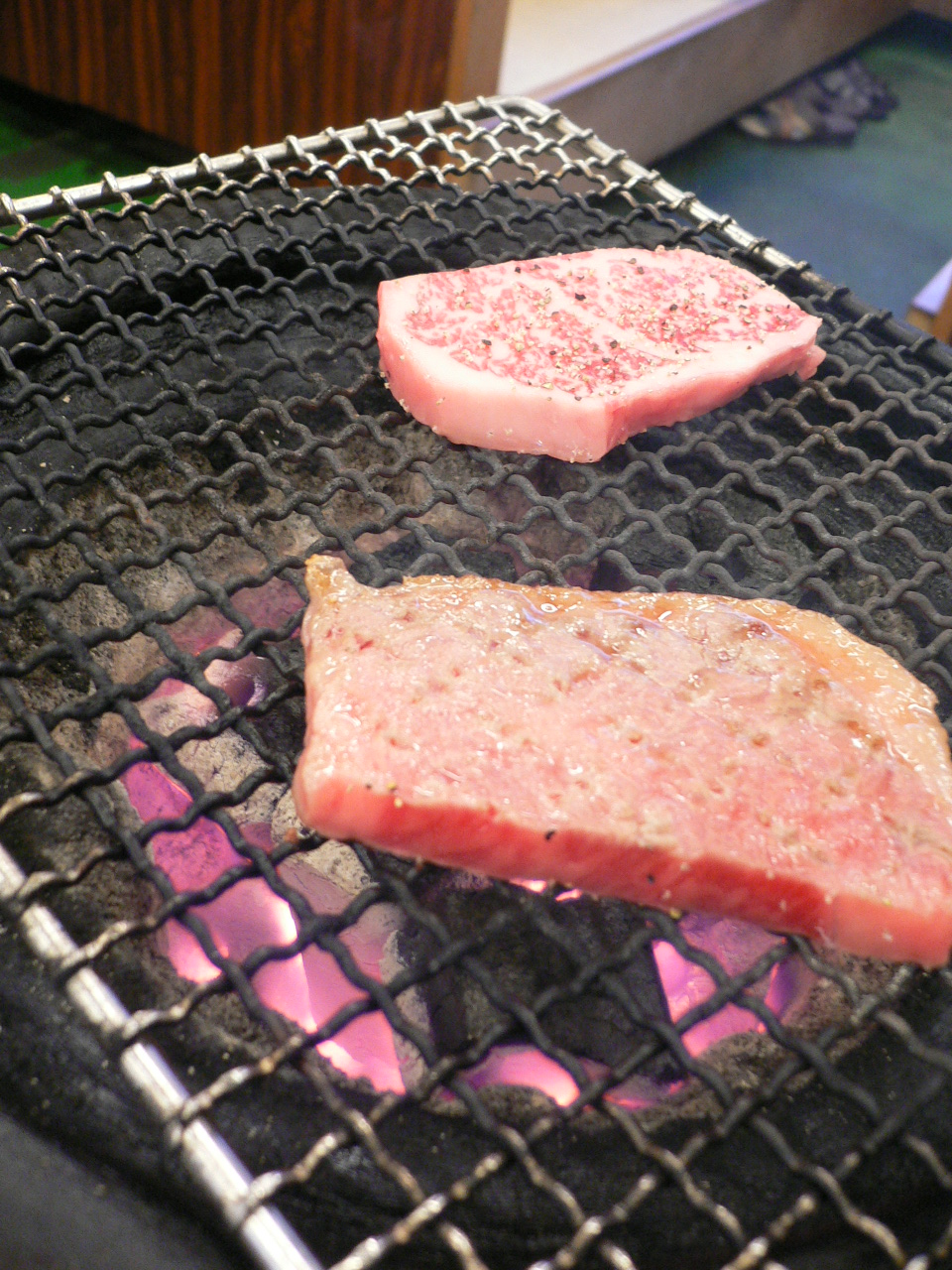
松阪牛の網焼き

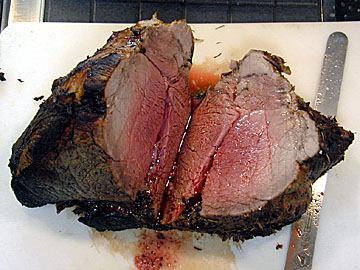
高熱で処理されたローストビーフ

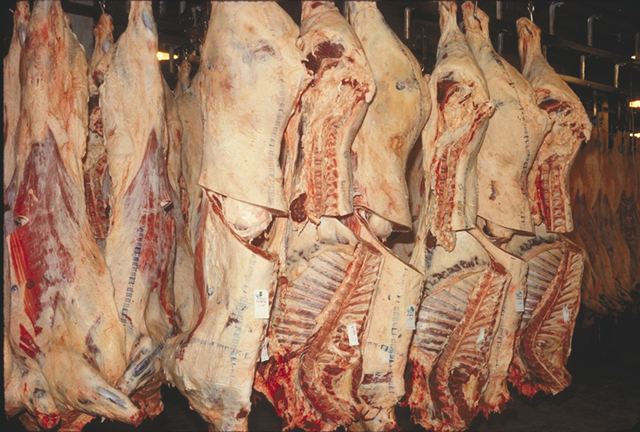
アメリカ合衆国農務省によって、検査される牛

牛肉は、肉牛品種（黒毛和牛など）の肉が多いが、廃乳牛や去勢し肥育した乳牛の肉も売られている。
ウシはほぼすべての部位の肉を食べることが可能とされているが、部位や調理法によっては危険性も伴う(後述)。
西洋料理のタルタルステーキやカルパッチョなど、一部の食文化では牛肉の生食に薬味を添える習慣もある。
牛肉は他の食用肉と比べ冷凍保存に向き、冷凍庫で凍結させることで家庭用冷蔵庫（2ドア）なら半年、業務用冷凍庫なら1年は保つとされている。これは一般に鶏肉や豚肉を得る上での肥育期間が牛肉を得る上での肥育期間に比べて短いため、それらの肉は筋繊維の構造が急激な肥育で牛肉に比べてほぐれやすくなっている点に関連付けられている。
日本各地の豚肉消費量は一定であるが、関西地方は牛肉の一世帯当りの購入額が多く、その分「豚肉」が少ない。ちなみに、日本の市町村で牛肉の消費量が最も多いのは京都市である。
フランスをはじめ欧米では成牛肉（フランス語: ブッフ bœuf：生きた牛と死んだ牛の肉両方を指す）と、子牛肉（フランス語: ヴォー veau）は異なる流通ルートであり、料理への利用も区別されるのが一般的である。子牛肉は総じてどの部位も赤みが少なく柔らかいのが特徴である。
仏語のブッフから来る英語のビーフが「生きた牛」でなく「死んだ牛の肉」を指すのは、ノルマン・コンクエスト後にイングランドを支配したフランス人上流階級（上流階級なのでイングランドで生きた牛に触れることはまず無い）が牛肉を「ビュフ」と称し、それを見たイングランド人が牛の死肉を「ビーフ」と呼び始めたことに由来する。ちなみに豚肉をポークと称するのも同様の理由からである。逆に鶏肉はチキンとよばれ、生体と食肉で同語であるが、これは被支配者階級でも鶏肉を食する事ができたからである。なお、おいしい部位とされる「サーロイン」の語源は、「腰肉('loigne')の上部('sur')」を意味する古いフランス語である。爵位を意味する'sir'の称号を、イギリス国王がそのあまりのおいしさのために与えたから、という俗説が知られるが、間違いである。

## 歴史

### 日本の食用史
『三国志』中の「魏書」第30巻烏丸鮮卑東夷伝倭人条、俗に言う「魏志倭人伝」では、「倭国（日本）に牛馬はいない」と書かれており、この記述を信じるなら、当時は牛そのものが日本にはいなかったようである。牛が日本に入ってきたのは、古墳時代の頃とされる。
『日本書紀』には、神武天皇の東征において、弟猾なる者が天皇一行を持て成した折に「牛酒（ししさけ）」を献上したという記述が見られ、これは牛肉と酒のことではないかという研究がある。
この他、642年（『日本書紀』皇極天皇元年6月25日条）に、牛馬を生贄（いけにえ）にした例などもあるが、内容としては、道教の雨乞い儀式で生贄にするも効き目がなかったため、仏教の悔過を行ったというものであり、労働力たる牛馬を神に奉げる大陸渡来の文化である。また675年（天武天皇5年）4月17日 (旧暦)のいわゆる肉食禁止令（『日本書紀』）で、4月1日 (旧暦)から9月30日までの間、稚魚の保護と五畜（牛・馬・犬・猿・鳥）の肉食を禁止されていた。一方、庶民にとって一般的な食肉であった鹿や猪は、禁止されなかった。
『古語拾遺』（9世紀成立）には、「大地主神が田を作る日に、牛肉を田人に食べさせた」とあり、田作りに利用された動物を食べるという点では合鴨農法と同じである。
戦国時代には、ルイス・フロイスの『日欧文化比較』によると「ヨーロッパ人は牝鶏や鶉・パイ・プラモンジュなどを好む。日本人は野犬や鶴・大猿・猫・生の海藻などをよろこぶ」 「ヨーロッパ人は犬は食べないで、牛を食べる。日本人は牛を食べず、家庭薬として見事に犬を食べる」との記述があり、牛肉はあまり一般的な食材ではなかったようである。一方で、松永貞徳著『慰草』（1652年）によると京都などでもひろくワカ（葡: Vaca）として牛が食べられていたという。キリスト教イエズス会の宣教師が、信者に対して牛肉を振る舞ったり、『細川家御家譜』には、小田原征伐の際、キリシタン大名の高山右近が、蒲生氏郷や細川忠興に牛肉料理を振る舞ったことが記されている。江戸時代の1690年（元禄3年）近江彦根藩は「牛肉味噌漬」を「薬喰い」として作り売っていた。健康増進や病人の養生のために食用されていたが、食用家畜として飼育されている牛は皆無だったことから、極めて高価な「薬」であったらしい。廃用農耕牛は肉質は硬いが毒があるわけではなく、実際にはこれが食用に回されていた。
彦根藩主井伊家は毎年徳川将軍家（江戸）と徳川御三家（名古屋、和歌山、水戸）に「牛肉味噌漬」などを献上していた。水戸藩主の徳川斉昭は、大の肉好きとして知られており、彦根から近江の牛を贈られた時には、返礼の手紙を書いている。また、同時代には牛肉の栄養に着目、寒い時期に乾肉を生産していた。江戸ではももんじ屋などで食べるようになった。幕末期、桑名藩藩士が記した『桑名日記』には、孫に牛肉を買ってきて食べさせたという記述があり、せがまれた末に4日間も食べさせたと記されており、当時から美味として知られていた。
このように、日本でも古くから牛肉が食べられていたものの、広く食べられ始めたのは、明治の文明開化以降であり、牛なべ屋（すき焼き）が流行した。また、1872年（明治5年）1月24日、明治天皇が牛肉を食べたといわれているが、皇族用の御料牧場では肉牛は飼養管理されていない（2011年現在）。戦前、肉類では鶏肉だけ高く、牛肉、豚肉、馬肉は相対的に安かった。また、役用牛の解体が多い年は牛肉は豚肉よりも安く流通した。1960年頃から農業で牛が使われなくなり、役用牛がでなくなると牛肉は高騰した。しかし1991年（平成3年）4月からの牛肉の輸入自由化によって日本国外から安価な牛肉が入ってくるようになったため、家庭の食卓に頻繁に上るようにもなっている。

## 部位

日本式の呼び名

イギリス式の呼び名

### 肉
日本においては、食肉小売品質基準において以下の部位表示の区分が定められている。
牛ネック
牛かた
日本に輸入される牛肉のショルダークロッド、クロッド（ブレード）、チャックテンダーを含む。
牛かたロース
日本に輸入される牛肉のチャックロールを含む。
牛リブロース
日本に輸入される牛肉のリブアイロール、キューブロールを含む。
牛サーロイン
日本に輸入される牛肉のストリップロインを含む。
牛ヒレ
日本に輸入される牛肉のフルテンダーロイン、テンダーロインを含む。
牛ばら
日本に輸入される牛肉のブリスケット、ショートブレード、ブリスケットポイントエンド、ブリスケットナーベルエンド、ショートリブを含む。
かたばら
そとばら
牛もも
日本に輸入される牛肉のトップ（インサイド）ラウンド、トップ（イン）サイド、ナックル、シックフランクを含む。
うちもも
しんたま
牛そともも
日本に輸入される牛肉のるボトム（グースネック）ラウンド、シルバーサイドを含む。
牛らんぷ
日本に輸入される牛肉のトップサーロインバット、D−ランプを含む。
ランプ
イチボ
牛すね
日本に輸入される牛肉のシャンク、シン（shin）を含む。
日本において、小売店が2種類以上の部位を混合して小売用牛スライス肉を小売販売する場合には、次の区分が用いられる
牛ネック
上記の牛ネック。
牛かた
上記の牛かた。
牛ロース
上記の牛かたロース、牛リブロース、牛サーロイン、牛ヒレ。
牛ばら
上記の牛ばら。
牛もも
上記の牛もも、牛そともも、牛らんぷ。
牛すね
上記の牛すね。

#### アメリカ式の主要部位

アメリカ式の呼び名

アメリカ合衆国における牛肉の部位は大きく分けて8つに分類される。
チャック（chuck）
牛の肩、首、上腕部分。牛かたロースに当たる。
手ごろな価格で人気が高い。
シャンク（shank）
牛スネ肉。
中央に骨の付いた状態で販売されていることもある。
ブリスケット（brisket）
肩バラ肉。バーベキューに愛用される部分。
リブ（rib）
第6から第12の肋骨部分。
もっとも高価な部類。
ショートプレート（short plate）
バラ肉。比較的安価。
フランク（flank）
フランクは脇腹の意。
ロイン（loin）
腰肉。牛の背骨の下にある肉で、ほとんど運動されず、柔らかい赤身肉。高い値段がつけられる。
肋骨に近いショートロインから、テンダーロイン（ヒレ）、サーロインと続く。サーロインはトップサーロインとボトムサーロインに分けられる。
ラウンド（round）
モモ肉。

### バラエティーミート
日本においては、牛や豚の畜産副生物の総称としてバラエティミート（variety meat）、ファンシーミート（fancy meat）、オファル（offals）、バイ・プロダクツ（by-products）などの語が使用されている。
肝臓、心臓、舌、胃、腎臓、脳、胸腺、横隔膜、尾などを指す。

### 内臓
シキン（食道）
筋繊維でできていて、歯ごたえがある。ノドスジ、ネクタイなどとも呼ばれる。
ウルテ（気管の軟骨）
フエガラミとも呼ばれる。味はほとんどなく、食感を楽しむ部位。
ハツ（心臓）
ココロ、シンゾウ、ハート、ヘルツなどとも呼ばれる。新鮮なものは刺身として食べることができるが一般には焼いて食べる。語源は心臓の英語である heart から。
ハツの縁の部分をハツミミ、そこから出ている血管をハツモトやコリコリと呼んで区別することがある。
フワ（肺）
肺胞の微細な空洞のため、マシュマロのようなフワフワとした食感がある。：焼き肉
マメ（腎臓）
形が空豆に似ていることからマメと呼ばれる。
レバー（肝臓）
やわらかくビタミンA、B群、鉄分を多く含む。
ハラミ（横隔膜）
やわらかい。1頭の牛から5kgほどしか取れない。狭義では横隔膜の背中側を指し、肋骨側はサガリと呼ばれる。
ミノ（第1胃）
硬く脂肪は少ない。白肉とも呼ばれる。ミノの中でも肉厚な部分を上ミノやミノサンドと呼んで区別することもある。
ハチノス（第2胃）
四つの胃の中で一番美味と言われる。蜂の巣のような形をしていることからハチノスと呼ばれる。イタリア語で「トリッパ trippa （本来この単語は内臓全体を指す）」。焼肉や刺身、トマト煮など。
ヤン（第2胃の一部）
第2胃と第3胃を繋ぐ肉厚の部位。瘤状になっていることからハチコブ・ハチカブとも呼ばれる。
センマイ（第3胃）
脂肪が少ない。比較的淡白な味。白い色をしている。ひだひだが重なったような姿をしているため「千枚」=「センマイ」と呼ばれる。刺身などでも食べられる。
ギアラ（第4胃）
脂肪が多い。赤センマイとも呼ばれる。
シビレ（胸腺と膵臓）
胸腺と膵臓の部位、語源は英語の sweetbread が日本語風に訛ったと言われている。特に区別する場合、シビレは胸腺のみを指し、膵臓はグレンスと呼ぶことが多い。
牛の胸腺は成熟すると脂肪に変化するため、シビレが獲れるのはおおむね生後1年以内の仔牛に限られる。
マルチョウ(小腸)
脂肪が多いほかコラーゲンを豊富に含む。小腸を筒のまま内側と外側を裏返しにしたうえで切り分けた形が丸いことから「丸腸」。シロコロ、コプチャン、ヒモ、ホソ、コテッチャンとも呼ばれる。
シマチョウ(大腸)
脂が縞状に入ることから「縞腸」。ホルモン、テッチャンとも呼ばれる。
テッポウ(直腸)
開いた形が鉄砲の銃床に似ていることからこの名がある。筋肉が発達した部位なのでマルチョウ・シマチョウより脂肪が少ない。
脳みそ
BSE騒動以来食用には敬遠気味だが、伝統フランス料理やアラブ料理には欠かすことのできない食材。このわたのような独特の食感と風味がある。特に子牛のものが好まれる。牛以外には羊やウサギの脳もよく用いられる。フランス語ではヒトの脳をセルヴォー cerveau と男性形で呼ぶのに対し、牛を含む家畜類の脳はセルヴェル cervelle と女性形で呼び、単語の使い分けにより食材としての印象がより強くなっている。

## 栄養と健康

### 牛肉の栄養価

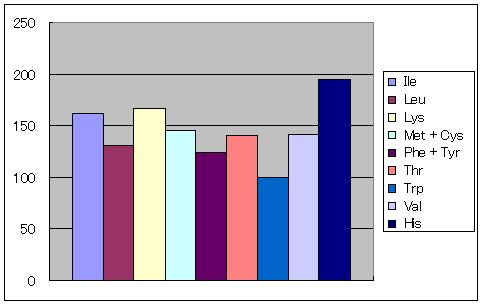
牛肉のアミノ酸スコア

牛肉は動物性蛋白質、鉄、ビタミンB群などに富む。その代表的なものを列挙する。
鉄
鉄分の最も重要な役割は血を作ることである。とりわけ牛肉に含有される鉄分は、ヘム鉄と呼ばれるもので、これは植物性食品に含まれる非ヘム鉄と比較すると吸収力が10倍近く早く、また動物性タンパク質と同時に摂取すると更に吸収力を高める。加熱してもほとんど失われない。
亜鉛
味覚障害を防ぐ。また、風邪などの免疫力を高める力も持つ。
動物性蛋白質
生物の構成要素。栄養そのものであり、細胞成長にも使われる。
ビタミンB群
- B2（エネルギーの代謝。皮膚の老化予防。視力低下予防）
- B6（皮膚の免疫力強化）
- B12（造血作用。脳機能の正常化）

その他、ナイアシン、パントテン酸なども含む。
コレステロール
脂肪吸収に必要な胆汁酸生成に不可欠。また、様々なホルモン分泌や病原性細菌に対する免疫力を高める。多量摂取に注意する必要がある。

### リスク
ウシは、ほぼすべての部位の肉を食べることが可能とされている（ただし近年では、健康なウシの場合は問題がないものの、一部にBSE問題に鑑みて食用とし難い危険部位が存在する）。加熱して食すほか、ステーキでは熱で蛋白質が変質しきらない状態で食べるレアやミディアムなどの焼き加減がある。
刺身やユッケとして生食する場合もあるが、牛肉を生や、それに近い状態で食べることは、寄生虫や細菌感染のリスクが高く、死亡事故が多発している（牛は人間を終宿主とする寄生虫の一種である無鉤条虫の中間宿主であり、幼虫・無鉤嚢虫は主に牛の筋肉に寄生している）。また、日本では生レバーも食用にされることがあるが、健康な牛に於いても約10%程度がカンピロバクターを保菌している事が厚生労働省の研究班から報告されており、食中毒のリスクが高いため、厚労省指示により現在は生食提供は禁止されている。

## 料理・加工
- 牛タン
- 肉じゃが
- すき焼き
- しゃぶしゃぶ
- 牛丼
- 肉豆腐
- ステーキ
- ハンバーグ
- ハンバーガー
- 焼肉
- 牛串
- ローストビーフ
- ビーフジャーキーなどの干し肉
- コンビーフ

## 品種とブランド

### 日本

#### 日本の「和牛」と「国産牛」
和牛とは品種を指す言葉であり、国産牛とは、日本国内における飼養期間が外国における飼養期間（2ヶ国以上の外国において飼養された場合には、それぞれの国における飼養期間）よりも長い牛を国内でと畜して生産されたものを指す。以前は日本国内で3か月以上飼育された牛を指した。そのため、外国産WAGYU（和牛）が世界各地で生産・販売されている。但し、食肉流通業界の自主規制と農林水産省の指導により、日本国内では現在、外国産牛を「和牛」と表示して流通させる事は事実上不可能になっている。

#### ブランド牛肉
牛肉のブランドは、産地（地理的表示）、血統（品種）、枝肉の格付け、飼育法などにより、ある一定の基準を満たしたものに付けられているのが一般的である。ブランドの地理的表示には、同じ地域で肥育されたとしても、ある生産者組合に加入している者が肥育した場合のみ表示が許されるのが一般的である。日本では各都道府県ごとに名称が整理・統一されている場合もあるが、都道府県内の地域ごとにブランド名が異なることが多い。また、地域ごとではなく農協系と非農協系との間でブランド名が異なっている長野県の例や、栃木県に見られるように小売や飲食店段階の民間流通業者が、生産地域とは関係なく命名している例もある。

##### 格付け
日本食肉格付協会による格付けでは、歩留等級がA - C（Aが最も良い）、肉質等級が5 - 1（数字が大きいほど良い）となっており、「A-5」が最も良い。ブランド牛肉は、同協会の格付けを定義に加え、ある一定の規格以上の枝肉に呼称を認めるのが一般的であるが、神戸ビーフのように同協会の格付け項目の一部を用いているもの、近江牛や松阪牛などのように全く格付けを利用していないもの、あるいは、熊野牛のように同協会の格付けを用いても用いなくてもいいものもある。
一般に、格付けの低いものまで含めた方が流通量を確保でき、ブランドの知名度を上げることが容易ではあるが、ブランドの信頼は落ちる。その場合、品評会での数頭の高評価を以って消費者にPRし、全体のブランド価値を上げようと試みることが多々見られる。逆に、ブランドの信頼を重視して肉質等級を5のみに限定すると、ブランドの知名度を得られるほどの流通量を確保し辛い。大阪食肉市場での傾向を見ると、主に銘柄牛肉に用いられる和牛去勢牛の肉質等級は、5等級が大きく比率を低下させる一方、4等級や3等級がその比率を上げており、品質が最高の5等級の牛肉を努力して生産するより、低い等級でも名の通った牛肉を生産する方が市場の主流となってきている。
かつて松阪牛・飛騨牛・佐賀牛などは肉質等級を5等級に限定し、神戸ビーフは脂肪交雑 (BMS) をNo.7以上としていたが、2001年（平成13年）にBSE問題や産地偽装事件が発生すると、2003年（平成15年）の牛の個体識別のための情報の管理及び伝達に関する特別措置法（牛肉トレーサビリティ法）の施行と前後して現在の基準まで下げた。2010年時点で肉質等級を5等級に限定しているブランド牛肉は、全国で唯一「仙台牛」だけとなっている。すなわち同法施行により、「三大和牛」は有名無実となっている。
以下に、肉質等級で主なブランドを分けて記載する。
| 肉質 等級 | BMS   | 銘柄              | 銘柄           | 銘柄           | 銘柄     | 銘柄        | 銘柄     | 銘柄     | 銘柄        | 銘柄     | 銘柄     | 銘柄     | 銘柄              | 銘柄     | 銘柄     | 銘柄     | 銘柄     | 銘柄     | 銘柄     | 銘柄           | 銘柄     |
| --------- | ----- | ----------------- | -------------- | -------------- | -------- | ----------- | -------- | -------- | ----------- | -------- | -------- | -------- | ----------------- | -------- | -------- | -------- | -------- | -------- | -------- | -------------- | -------- |
| 5         | No.12 | 仙 台 牛          | 佐 賀 牛       | 神 戸 ビ ｜ フ | 前 沢 牛 | 若 柳 牛    | 常 陸 牛 | 阿 波 牛 | 宮 崎 牛    | 米 沢 牛 | 飛 騨 牛 | 熊 野 牛 | お い た 豊 後 牛 | 石 垣 牛 | 松 阪 牛 | 伊 賀 牛 | 近 江 牛 | 三 田 牛 | 大 和 牛 | し ま ね 和 牛 | 千 屋 牛 |
| 5         | No.11 | 仙 台 牛          | 佐 賀 牛       | 神 戸 ビ ｜ フ | 前 沢 牛 | 若 柳 牛    | 常 陸 牛 | 阿 波 牛 | 宮 崎 牛    | 米 沢 牛 | 飛 騨 牛 | 熊 野 牛 | お い た 豊 後 牛 | 石 垣 牛 | 松 阪 牛 | 伊 賀 牛 | 近 江 牛 | 三 田 牛 | 大 和 牛 | し ま ね 和 牛 | 千 屋 牛 |
| 5         | No.10 | 仙 台 牛          | 佐 賀 牛       | 神 戸 ビ ｜ フ | 前 沢 牛 | 若 柳 牛    | 常 陸 牛 | 阿 波 牛 | 宮 崎 牛    | 米 沢 牛 | 飛 騨 牛 | 熊 野 牛 | お い た 豊 後 牛 | 石 垣 牛 | 松 阪 牛 | 伊 賀 牛 | 近 江 牛 | 三 田 牛 | 大 和 牛 | し ま ね 和 牛 | 千 屋 牛 |
| 5         | No.09 | 仙 台 牛          | 佐 賀 牛       | 神 戸 ビ ｜ フ | 前 沢 牛 | 若 柳 牛    | 常 陸 牛 | 阿 波 牛 | 宮 崎 牛    | 米 沢 牛 | 飛 騨 牛 | 熊 野 牛 | お い た 豊 後 牛 | 石 垣 牛 | 松 阪 牛 | 伊 賀 牛 | 近 江 牛 | 三 田 牛 | 大 和 牛 | し ま ね 和 牛 | 千 屋 牛 |
| 5         | No.08 | 仙 台 牛          | 佐 賀 牛       | 神 戸 ビ ｜ フ | 前 沢 牛 | 若 柳 牛    | 常 陸 牛 | 阿 波 牛 | 宮 崎 牛    | 米 沢 牛 | 飛 騨 牛 | 熊 野 牛 | お い た 豊 後 牛 | 石 垣 牛 | 松 阪 牛 | 伊 賀 牛 | 近 江 牛 | 三 田 牛 | 大 和 牛 | し ま ね 和 牛 | 千 屋 牛 |
| 4         | No.07 | 仙 台 黒 毛 和 牛 | 佐 賀 牛       | 神 戸 ビ ｜ フ | 前 沢 牛 | 若 柳 牛    | 常 陸 牛 | 阿 波 牛 | 宮 崎 牛    | 米 沢 牛 | 飛 騨 牛 | 熊 野 牛 | お い た 豊 後 牛 | 石 垣 牛 | 松 阪 牛 | 伊 賀 牛 | 近 江 牛 | 三 田 牛 | 大 和 牛 | し ま ね 和 牛 | 千 屋 牛 |
| 4         | No.06 | 仙 台 黒 毛 和 牛 | 佐 賀 産 和 牛 | 神 戸 ビ ｜ フ | 前 沢 牛 | 若 柳 牛    | 常 陸 牛 | 阿 波 牛 | 宮 崎 牛    | 米 沢 牛 | 飛 騨 牛 | 熊 野 牛 | お い た 豊 後 牛 | 石 垣 牛 | 松 阪 牛 | 伊 賀 牛 | 近 江 牛 | 三 田 牛 | 大 和 牛 | し ま ね 和 牛 | 千 屋 牛 |
| 4         | No.05 | 仙 台 黒 毛 和 牛 | 佐 賀 産 和 牛 | 但 馬 牛       | 前 沢 牛 | 若 柳 牛    | 常 陸 牛 | 阿 波 牛 | 宮 崎 牛    | 米 沢 牛 | 飛 騨 牛 | 熊 野 牛 | お い た 豊 後 牛 | 石 垣 牛 | 松 阪 牛 | 伊 賀 牛 | 近 江 牛 | 三 田 牛 | 大 和 牛 | し ま ね 和 牛 | 千 屋 牛 |
| 3         | No.04 | 仙 台 黒 毛 和 牛 | 佐 賀 産 和 牛 | 但 馬 牛       |          |             |          |          | 宮 崎 和 牛 | 米 沢 牛 | 飛 騨 牛 | 熊 野 牛 | お い た 豊 後 牛 | 石 垣 牛 | 松 阪 牛 | 伊 賀 牛 | 近 江 牛 | 三 田 牛 | 大 和 牛 | し ま ね 和 牛 | 千 屋 牛 |
| 3         | No.03 | 仙 台 黒 毛 和 牛 | 佐 賀 産 和 牛 | 但 馬 牛       |          |             |          |          | 宮 崎 和 牛 | 米 沢 牛 | 飛 騨 牛 | 熊 野 牛 | お い た 豊 後 牛 | 石 垣 牛 | 松 阪 牛 | 伊 賀 牛 | 近 江 牛 | 三 田 牛 | 大 和 牛 | し ま ね 和 牛 | 千 屋 牛 |
| 2         | No.02 |                   | 佐 賀 産 和 牛 | 但 馬 牛       |          | 飛 騨 和 牛 |          |          | 宮 崎 和 牛 |          |          |          | お い た 豊 後 牛 | 石 垣 牛 | 松 阪 牛 | 伊 賀 牛 | 近 江 牛 | 三 田 牛 | 大 和 牛 | し ま ね 和 牛 | 千 屋 牛 |
| 1         | No.01 |                   | 豊 後 牛       | 但 馬 牛       |          | 飛 騨 和 牛 |          |          | 宮 崎 和 牛 |          |          |          |                   |          | 松 阪 牛 | 伊 賀 牛 | 近 江 牛 | 三 田 牛 | 大 和 牛 | し ま ね 和 牛 | 千 屋 牛 |

- 肉質等級は4つの要素（脂肪交雑・脂肪の色沢と質・肉の色沢・肉の締まりおよびきめ）で構成される。
- 霜降りの度合いを示す脂肪交雑（BMS）は12段階で評価される。上位5段階は肉質等級の5等級、次の3段階は4等級、次の2段階は3等級、次の1段階は2等級、一番下の段階は1等級に相当する。すなわち、霜降りの度合いで見ると、BMS上位6段階と下位6段階の境界は肉質等級における4等級の上位と中位の間にあることになる。
- 肉質等級が5〜1に渡っているブランドは、格付による規定を設けていないブランド。

## 牛の個体識別情報

### 日本における牛肉の履歴表示

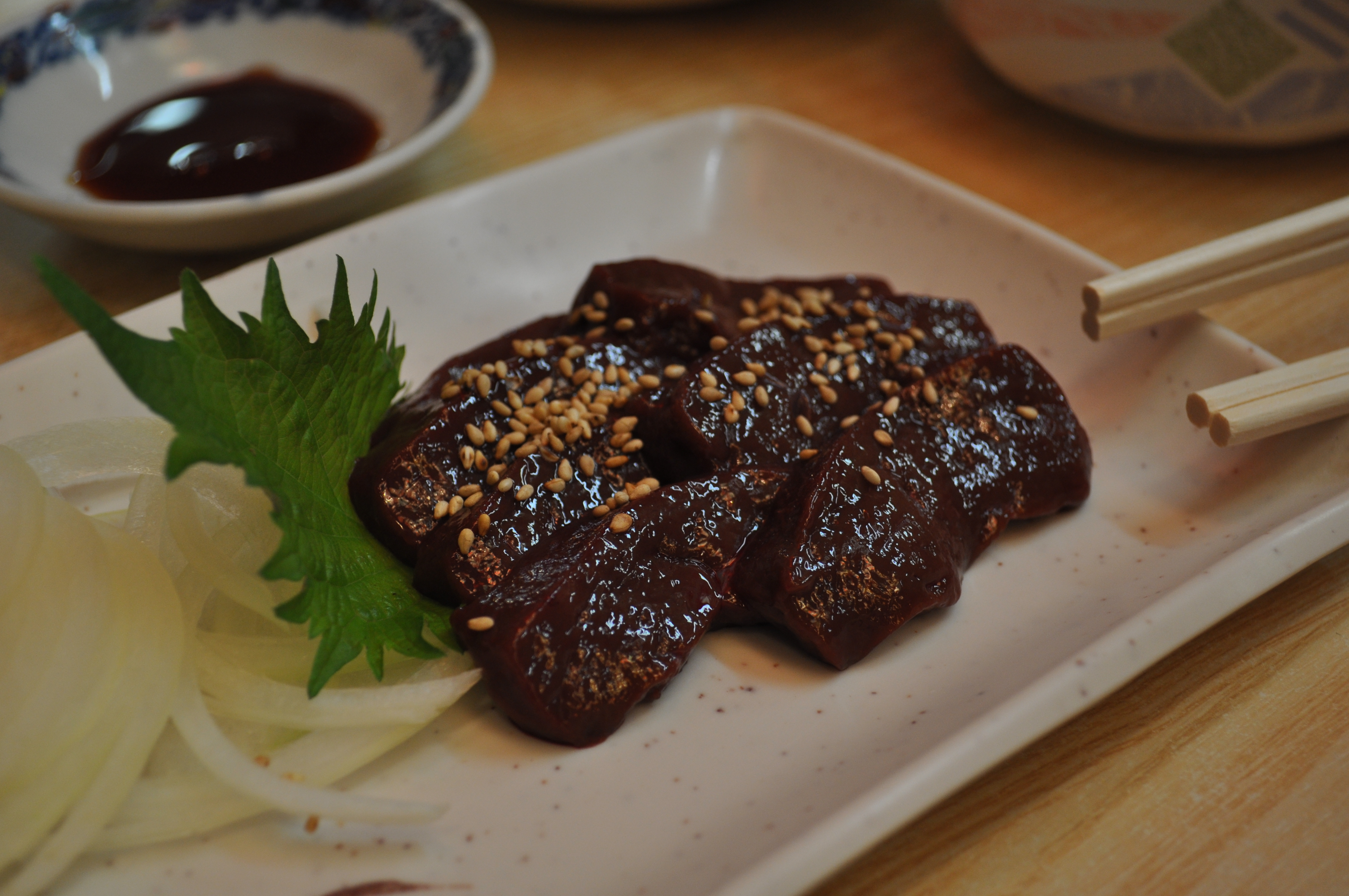
牛のレバーの刺身

2004年12月から、「牛の個体識別のための情報の管理及び伝達に関する特別措置法」（牛肉トレーサビリティ法）の施行により、日本産牛肉については、牛の出生から屠畜場で処理されて、牛肉に加工され、小売店頭に並ぶ一連の履歴を10桁の個体識別番号で管理し、取引のデータを記録することになった。このため、スーパーマーケットや精肉店などの小売店で販売されたり、焼肉、レストラン、しゃぶしゃぶ店などで使われたりする日本産牛肉には、小間切肉や挽肉など一部の例外を除き、10桁の個体識別番号の表示が義務付けられた。
なお、販売店や商品によっては、仕入れなどの取引の関係から、複数の牛（最大50頭）を一つにまとめたロット番号で表示している場合もあり、この場合には、一度、販売店などに問い合わせるか、販売店などが開設するウェブサイトへアクセスするなどして、ロット番号から個体識別番号を聞いたり、探し出したりする手順が加わる。
実際に販売されている牛肉の履歴データを確認するためには、インターネットを通じて、独立行政法人家畜改良センターのウェブサイト、または携帯電話用のウェブサイトへアクセスし、この10桁の個体識別番号を入力して、自宅だけでなく、携帯電話の電波が店内に届いていれば、売り場などでも携帯電話で確認することが可能である。また、店舗によっては、パソコンを備え付けたり、上記の家畜改良センターのウェブサイトにアクセスして得た内容を掲示するなどの工夫をしている。
なお、10桁の個体識別番号を入力して表示される情報は以下のとおり。
1. 個体識別番号
2. 出生又は輸入の年月日
3. 雌雄の別
4. 母牛の個体識別番号
5. 種別（品種）
6. 飼養施設の所在地（都道府県名）
7. 飼養施設における飼養の開始及び終了の年月日
8. 屠殺、死亡又は輸出の年月日
9. 輸入された牛について、輸入先の国名
10. 屠畜場の名称及びその所在地
11. 輸出された牛について、輸出先の国名

このほか、個人情報の公表に関して同意が得られた管理者については、管理者の氏名または名称及び住所が表示される。

## 宗教による食タブー
ヒンドゥー教では牛が神聖な動物であるとされ、牛肉の食用を禁じている。そのため大抵のヒンドゥー教徒は、牛を農耕と牛乳生産へ利用こそすれ、食用として肥育されていない。
2020年、スリランカでは牛の食肉処理を禁止することとなった。元々、牛肉を忌避するヒンドゥー教徒に加え、仏教徒も牛肉を避けるようになっており、牛肉の生産量は2010年頃の3万8700トンと比べ2019年には2万9870トンへ減少していた。ただし牛肉食を禁止するものではなく、輸入は引き続き認められる。

## 牛肉生産はあらゆる食品中最大の地球温暖化を伴う

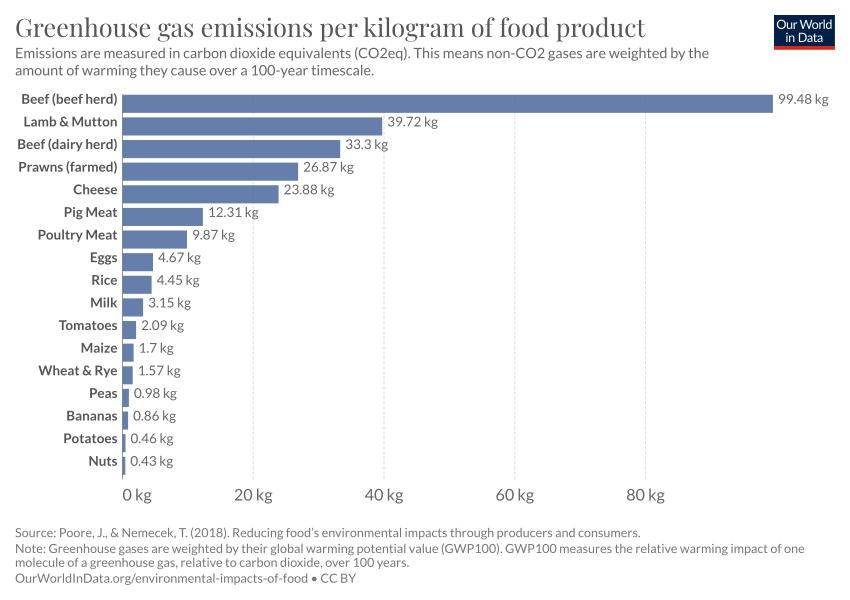
それぞれの食品1キログラムあたりの二酸化炭素換算キログラム (kgCO₂eq) 。Our World In Dataより引用

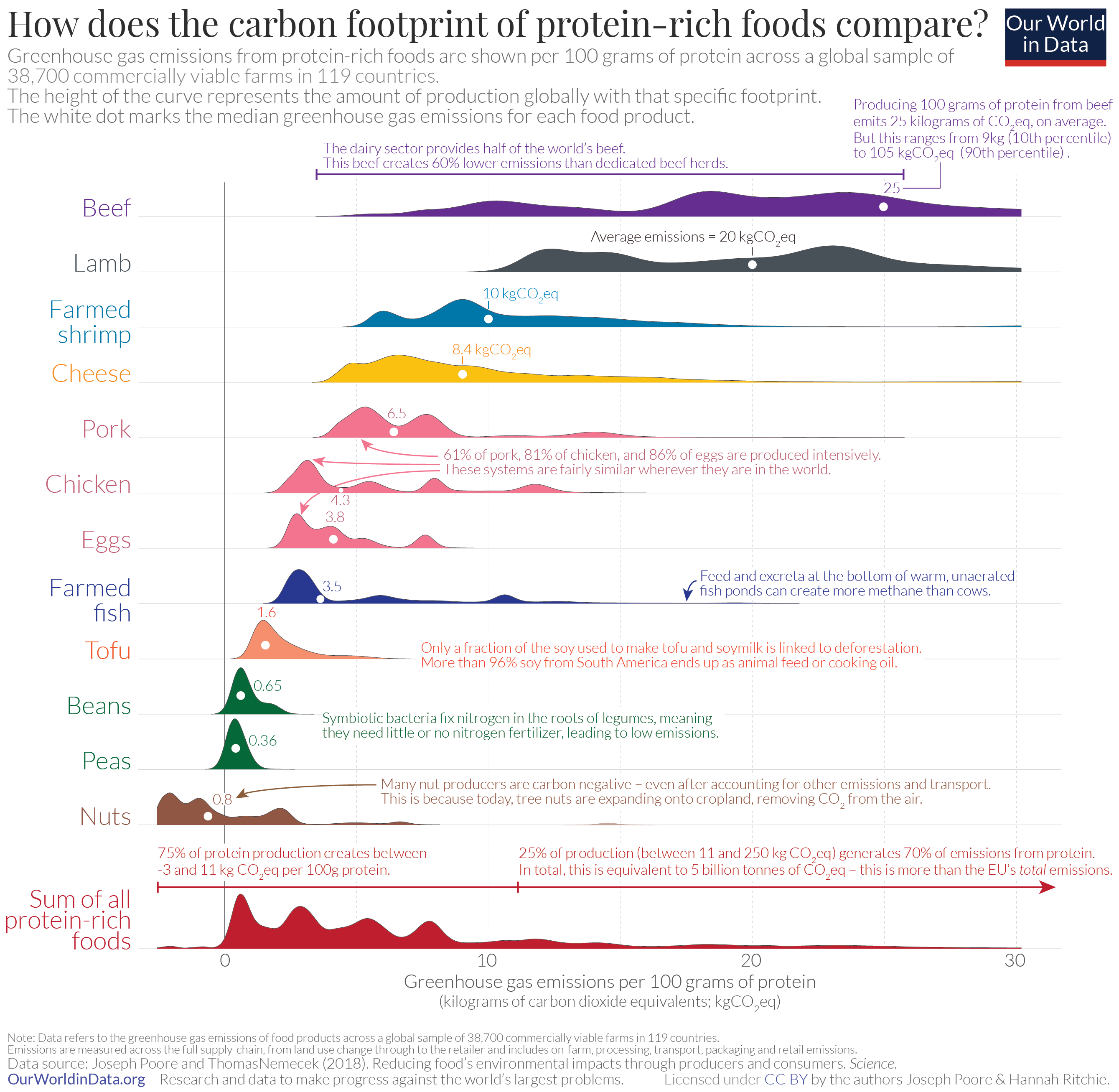
29種類の食品からのタンパク質含有量あたりの換算二酸化炭素排出量。曲線の高さは、その特定の換算二酸化炭素量を排出する生産者分布を示す。Our World In Dataより引用

2018年にサイエンス誌に発表された、19か国38,000以上の商業農場のデータを用いた最大級の世界食料システムのメタ分析により、多様な食品1キログラムあたりの温室効果ガスの総排出量を換算二酸化炭素排出量として見積もられており、それによると動物性食品はどれも植物性食品よりもはるかにカーボンフットプリントが大きいが、中でも牛肉（肉牛）は最悪で1キログラムの生産に換算二酸化炭素排出量99.5キログラムが伴う。羊肉は39.7キログラム、チーズは23.9キログラム、豚肉は12.3キログラム、鶏肉9.9キログラムとなっているのに対し、エンドウ豆はわずか0.98キログラムである。栄養価あたりで比較するためその食品から摂取できるタンパク質100グラムあたりで換算二酸化炭素排出量を比較すると、牛肉（肉牛）では49.9キログラム、豚肉では7.6キログラム、鶏肉では5.7キログラム、エンドウ豆では0.44キログラムである。このきわ立った牛肉の食材としての悪効率の理由は、牛の畜産に広大な土地と牧草の涵養に大量の水資源（すなわちバーチャルウオーター）が必要とされる上に、牛が二酸化炭素の80倍以上の強度を持つ温室効果ガスのメタンガスを放出することにある。
食材生産が及ぼす影響は、その食材重量あたりでではなく一食消費量あたりの二酸化炭素排出量で表す方がより実際を反映しかつ実感としてとらえることができる。これを牛肉食としてよく食べられているチーズバーガーを例に見積もると１つあたり約4.79ポンド（2.17キログラム）または1.9キログラムの二酸化炭素排出とされ、これは自動車で約5マイル（８キロメートル）走るのと同等の排出量である。別の見積もりでは1つあたり合計3.6～6.1キログラムの二酸化炭素排出量であり、これを米国全体での1年当たりチーズバーガー消費量から毎年排出される温室効果ガス量で換算すると、650～1,960万台のSUV車が排出する量に相当する。
日本でよく食べられているメニューについても1人前あたり二酸化炭素排出量（キログラム）を見積もると、ステーキ4.21、チーズバーガー3.10、いくら丼3.17、から揚げ2.28、牛丼2.10、ビーフカレー1.93と牛肉を使用したメニューはどれも排出量が大きく、ハンバーガーや牛丼のチェーン店の安易な利用は温暖化抑制の観点から好ましくない。
一方、食品輸送のカーボンフットプリントは生産のそれに比べて比較的小さく、牛肉では上述のとおり生産時のカーボンフットプリントが巨大なため、輸送が牛肉の温室効果ガス排出量に占める割合は通常1%未満で、たとえ産地近くで消費したとしてもカーボンフットプリント削減は微々たるものにしかならない。

## 牛肉にまつわる事件
- BSE問題
- 牛肉偽装事件
- 2008年韓国蝋燭デモ
- アメリカ陸軍牛肉疑獄
- 日米貿易摩擦